# María Pía Gómez
María Pía Gómez (San Rafael, Mendoza, 15 de octubre de 1984) es una jugadora argentina de fútbol sala que se desempeña como ala-pívot en el club C.F Pelletiere de la Serie A italiana. Formó parte de la selección femenina Argentina de Fútbol sala.

## Trayectoria profesional

### Carrera nacional
Pía inició sus pasos en el fútbol de campo a los 17 años en el Club River Plate, donde jugó desde el año 2002 al 2011, se consagró campeona en el torneo femenino en los años 2002-2003-2009-2010.
En el 2003 fue convocada para la Selección Argentina de Fútbol de campo.
En el 2009 desembarcó en Club Atlético Banfield para practicar Fútbol sala. En 2010 pasó a Racing Club, allí logró el Torneo Apertura 2017 correspondiente a la Asociación del fútbol argentino.
También fue convocada por Racing Club para jugar algunos amistosos en el 2014,  contra el equipo Celemaster  Uruguayana, Brasil.

### Carrera internacional
En el exterior se desempeñó en varios clubes italianos. En 2014/2017 el club Ternana Femminile Serie A del fútbol sala italiano anuncia su llegada, allí se consagró campeona de la Supercopa. Luego en 2017 arriba al club italiano Real Statte allí completa la temporada. En 2018 tiene un breve paso por el Club español Valdetires Ferrol.
Luego a fines de 2018 pasó a Pura Bio Cosmetics Noci , club ubicado en la ciudad de Noci, Provincia de Bari, allí jugó dos temporadas. En 2020 se mudó a la ciudad de Florencia, Italia, para jugar en el club C.F Pelletiere.

## Selección nacional de fútbol sala
Debutó en la selección Argentina femenina de futsal en el año 2011 en el Sudamericano femenino de Futsal en Venezuela, obteniendo el 2 puesto y participó del mundial de Brasil ese mismo año obteniendo el 6.º puesto. En 2019 participó el Gran Prix jugado en Santa Catarina, Brasil.

## Clubes
| Temporada  | Club                                                        | País             |
| ---------- | ----------------------------------------------------------- | ---------------- |
| 2002/2011  | River Plate (Fútbol 11)                                     | Argentina        |
| 2009       | Club Atlético Banfield (Fútbol sala)                        | Argentina        |
| 2011/ 2014 | Racing Club (Fútbol sala)                                   | Argentina        |
| 2014/2017  | Ternana Femminile (Fútbol sala)                             | Italia           |
| 2017       | Racing Club (Fútbol sala) Real Statte ( Fútbol sala )       | Argentina Italia |
| 2018/2019  | Valdetires Ferrol (Fútbol sala) Pura Bio Noci (Fútbol sala) | España Italia    |
| 2020/2021  | C.F Pelletiere (Fútbol sala)                                | Italia           |

## Palmarés y distinciones
Subcampeona sudamericana con la selección argentina de fútbol sala 2011
Participación en la Copa Libertadores de futsal 2013 con el equipo Santiago Morning
Reconocimiento del Honorable Concejo Deliberante de Mendoza en el año 2016.
En el año 2013 fue elegida por sus colegas y entrenadores como la mejor jugadora del Futsal Femenino de la AFA.
Mejor jugadora argentina en el exterior durante la temporada 2019.

## Galería de fotos

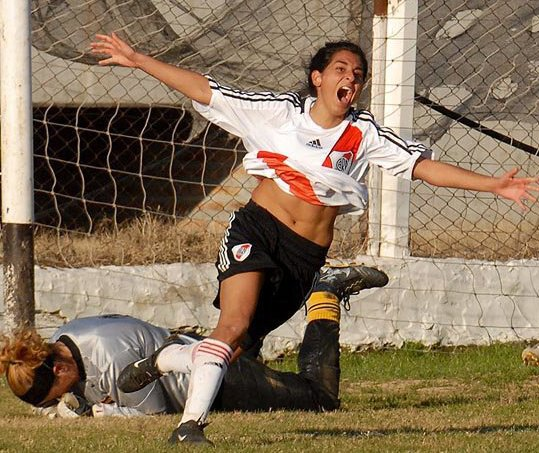
Gol a Boca Juniors final del campeonato 2011, River Campeón. River 2 - Boca 0